# Mercè Anglès Segura
Mercè Anglès Segura (Tarragona, 29 de juny de 1961 – íd. 13 d’agost de 2014) fou una actriu i directora teatral.

## Formació i primers anys
Va estudiar dramatúrgia a l’Escola d’Actors de Barcelona, entre 1978 i 1979; a l’Escola Municipal d’Art Dramàtic Josep Yxart de Tarragona (EMAT), entre els anys 1980 i 1984; a París, a l’École Florent entre1986 i 1988, i amb actors i directors com Jacques Lécoq, Jerzy Grotowski i Peter Brook.
La seva activitat teatral es va desenvolupar a Tarragona durant la dècada de 1980, amb les Companyies La Moderna, Teatre Instantani i Trono Villegas, entre d'altres, i amb directors com Pere Sagristà, Pere Salabert i Ramon Simó.

## Iniciatives teatrals
En la dècada de 1990 començà a actuar més assíduament a Barcelona, on va crear, al 1993, una sala teatral, Artenbrut —al carrer del Perill del barri de Gràcia—, amb una programació interessant i agosarada en aquells moments, una sala que estigué oberta fins que fou víctima de la pressió immobiliària, al 2005.
L’any 2002 va crear, juntament amb l’actriu Anna Güell, la companyia Q–Ars, per representar textos de factura clàssica amb dramatúrgia contemporània, i subratllant el protagonisme de les dones.

## Teatre i televisió
Al llarg de la seva carrera treballà amb directores i directors com Carme Portaceli, Lluïsa Cunillé, Sergi Belbel, Rafael Duran, Magda Puyo, Oriol Grau, Calixto Bieito, Lurdes Barba, Ferran Madico o Ricard Salvat.
Va participar en un gran nombre de muntatges escènics, entre els quals L'amor matern (1983) i Judici del Rei Carnestoltes (1983-1984) dirigides per Pere Salabert; L'Impromtu de Versalles, de Molière (1984) i La Pau, d'Aristòfanes (1985), dirigides per Pere Sagristà; el musical La nit dels oracles (1989) i In Nomini Dei, d'Oriol Grau (1990); Jòquer, de Lluïsa Cunillé (1990) dirigida per Calixto Bieito; El rei Joan, de Shakespeare (1995); Els vells temps, de Harold Pinter (1999), dirigida per Carme Portaceli. Va participar també en obres més recents com El misantrop, de Molière, dirigida per Biblioteca Nacional de Catalunya (2005-2006); Yerma, de Lorca (2005), dirigida per Rafael Duran; Suplicantes, d'Helena Tornero (2008-2009) dirigida també per Duran; El inspector, de Nikolai Gógol (2008) dirigida per Sergi Belbel, o Electra, dirigida per Oriol Broggi al març de 2010. En l'últim espectacle de la companyia Q–Ars, L'alè de vida, de David Hare, ja no actuava i feia d'ajudant de direcció. En morir, preparava, amb Anna Güell El jardí dels cirerers, de Txékhov.
També va fer curtmetratges per al cinema i sobretot televisió, actuant en sèries com Estació d’enllaç, Secrets de família, La Riera o Laberint d’ombres.